# Álvaro XIV av Kongo
Álvaro XIV av Kongo, död 1896, var kung av Kongo mellan 1891 och 1896.